# Скоробогатый, Григорий Николаевич
Григо́рий Никола́евич Скоробогатый (5 (18) января 1917 – 26 июня 1941) — лётчик-наблюдатель 207-го дальнебомбардировочного авиационного полка 42-й дальнебомбардировочной авиационной дивизии 3-го бомбардировочного авиационного корпуса Дальнебомбардировочной авиации, лейтенант. Погиб во время боевого вылета, по одной из версий — в результате тарана немецкой механизированной колонны.

## Биография
Родился в 1917 году в селе Хотеевка Новозыбковского уезда Черниговской губернии. Русский. Отец — Скоробогатый Николай Трофимович, мать — Ульяна Андреевна. После окончания сельской школы в 1934 году Григорий Скоробогатый поступил учиться в текстильный техникум города Клинцы Орловской области. В 1938 году окончил техникум со специальностью «техник-технолог по ткачеству».

### Служба в рядах Красной Армии
- В 1938 году поступил в Харьковское военно-авиационное училище. В 1940 году по окончании обучения, получил звание «лейтенант». До января 1941 года служил в Воронеже
- С января 1941 года — лётчик-наблюдатель 207-го дальнебомбардировочного авиационного полка 42-й дальнебомбардировочной авиационной дивизии. Позднее стал выполнять обязанности адъютанта эскадрильи
- 26 июня 1941 года был включен в экипаж командира 2-й эскадрильи Николая Гастелло в качестве нижнего (люкового) стрелка

### Гибель
26 июня 1941 на ДБ-3Ф при нанесении удара по вражеской колонне на шоссе Молодечно — Радошковичи бомбардировщик ДБ-3Ф, нижним стрелком которого был Григорий Скоробогатый, был подбит. Вместе с ним погибли все члены экипажа: капитан Н. Ф. Гастелло, лейтенант А. А. Бурденюк, старший сержант А. А. Калинин. По официальной версии времен СССР, вражеский снаряд повредил топливный бак и командир корабля Николай Гастелло направил горящий самолёт на вражескую колонну.

## Гибель Г. Скоробогатого: версии и факты
Таран экипажем Гастелло немецкой механизированной колонны вскоре получил широкую огласку. Этот подвиг был одним из самых известных в истории Великой Отечественной войны как в военный, так и в послевоенный периоды вплоть до распада СССР.
Командиру корабля Николаю Гастелло в июле 1941 года присвоено звание «Герой Советского Союза», его именем назывались улицы городов, пионерские организации и колхозы, его подвигу были посвящены художественные произведения. В то же время члены экипажа Гастелло оставались в тени, зачастую об их участии в знаменитом таране вообще не упоминалось. В 1958 году благодаря усилиям родственников и однополчан членов погибшего экипажа Г. Скоробогатый, А. Калинин и А. Бурденюк стали кавалерами ордена Отечественной войны I степени.

### Эксгумация предполагаемого захоронения экипажа Гастелло

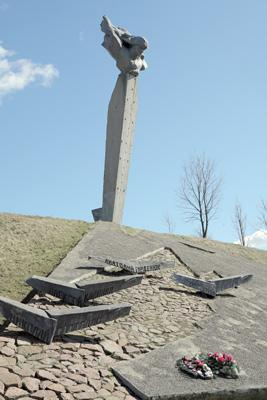
Памятник экипажу Н. Ф. Гастелло на месте гибели бомбардировщика А. С. Маслова. Рядом с именами боевых товарищей высечено имя Григория Скоробогатого

Долгое время считалось, что экипаж Гастелло совершил свой знаменитый таран возле деревни Декшняны, расположенной недалеко от посёлка городского типа Радошковичи. В 1951 году в канун десятилетия знаменитого «огненного тарана» для последующего торжественного захоронения была произведена эксгумация останков из предполагаемой могилы экипажа Гастелло. Однако, на месте захоронения были найдены личные вещи их сослуживцев — командира 1-й эскадрильи 207 полка капитана Александра Маслова, а также его стрелка-радиста Григория Реутова. Экипаж Маслова считался пропавшим без вести в тот же день, в который Гастелло, как утверждается, совершил свой подвиг. Руководивший перезахоронением подполковник Котельников с санкции партийных органов провёл секретное расследование, в результате которого выяснилось, что на месте предполагаемого тарана Гастелло потерпел крушение самолёт Маслова. Эта информация была засекречена и на месте гибели экипажа Маслова был установлен памятник-монумент, посвященный подвигу экипажа Н. Ф. Гастелло. Данные об эксгумации предполагаемой могилы экипажа Гастелло не были обнародованы вплоть до эпохи перестройки, когда они впервые проникли в СМИ.

### Альтернативная версия
В конце 80-х — начале 90-х годов XX века общественности стало известно о том, что месте известного всей стране «огненного тарана» Н. Гастелло на самом деле потерпел крушение самолёт Александра Маслова. В связи с этим, родилась альтернативная версия: колонну вражеской техники таранил экипаж Маслова, а не Гастелло. После появились сообщения, что обломки подлинного самолёта Гастелло находились недалеко от места гибели Маслова, в Мацковском болоте близ села Мацки. Самолёт около Мацки упал, согласно показаниям местных жителей, 26 июня 1941 года. Ими был найден обгоревший труп, в кармане гимнастерки которого находилось письмо на имя Скоробогатой (как предполагается, жены Григория Скоробогатого), а также медальон с инициалами А. А. К. (возможно, стрелка-радиста экипажа Гастелло, Алексея Александровича Калинина).

### Критика альтернативной версии
Ряд исследователей подвергает сомнению факты, на которых построена альтернативная версия и отвергают её как полностью несостоятельную. По их мнению:
- показания офицеров самолёта, летевшего в звене Н. Гастелло, являются главным и неопровержимым свидетельством подвига экипажа Гастелло
- доказательства, что упавший самолёт в Мацковском болоте пилотировался Николаем Гастелло, несостоятельны
- обнаруженные останки Маслова и его экипажа свидетельствуют от том, что его самолёт не совершал таран, а врезался в землю на «бреющем» полёте
- отсутствие останков экипажа Гастелло свидетельствует о том, что он действительно совершил «огненный таран». В результате взрыва колонны с горючим и боеприпасами ни самолёт, ни останки экипажа невозможно идентифицировать.

### Факты
Относительно гибели Григория Скоробогатого достоверным фактом можно считать:
- самолёт, стрелком которого он был, потерпел крушение во время выполнения боевого задания 26 июня 1941 года

Не является доказанным сам факт наземного тарана экипажем Гастелло. Не установлено место падения бомбардировщика Гастелло, нет ясности с обстоятельствами смерти А. Бурденюка.
Установление истины осложняется тем, что свидетели тарана экипажа Гастелло старший лейтенант Воробьев и лейтенант Рыбас погибли в 1941 году, 207-й полк ДБА в сентябре 1941 года расформирован, многие документы утрачены как в ходе Великой Отечественной войны, так и в послевоенное время.

## Награды
- Орден Отечественной войны I степени (1958, посмертно). Указ Президиума Верховного Совета СССР от 25.01.1958.